# マタンサ

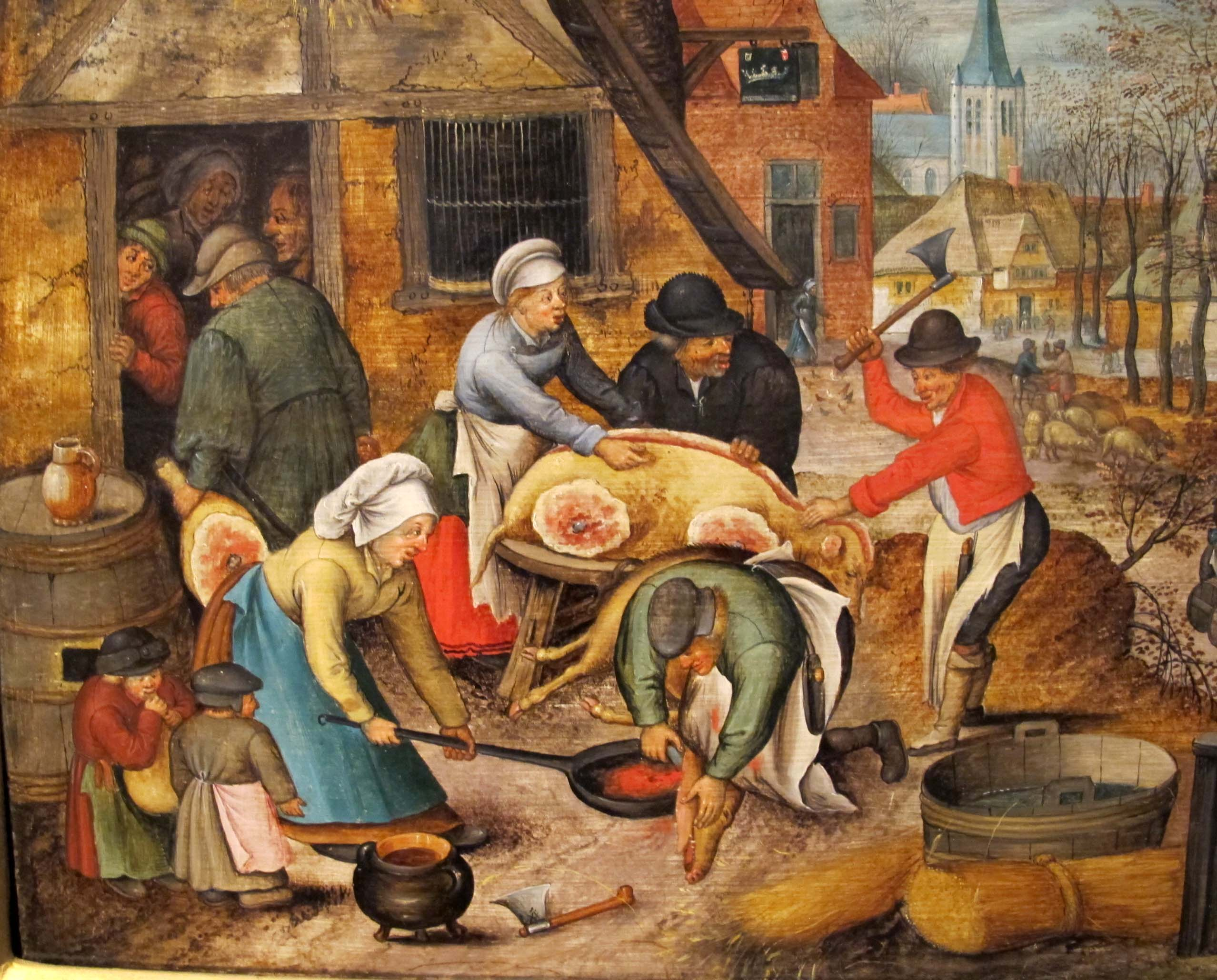
農民が豚を屠殺する風景（ピーテル・ブリューゲル 画）

マタンサ（スペイン語：Matanza del cerdo　ポルトガル語：Matança do porco）は、スペインやポルトガルで概ね12月に開催される祭り又は行事である。なお「マタンサ」に近い音で発音するスペイン語の"Matanza"あるいはポルトガル語の"Matança"は、「殺すこと」を意味する普通名詞であるが、この場合は「肉を作るために家畜を屠殺する（つぶす）」ことを意味する。

## 概要

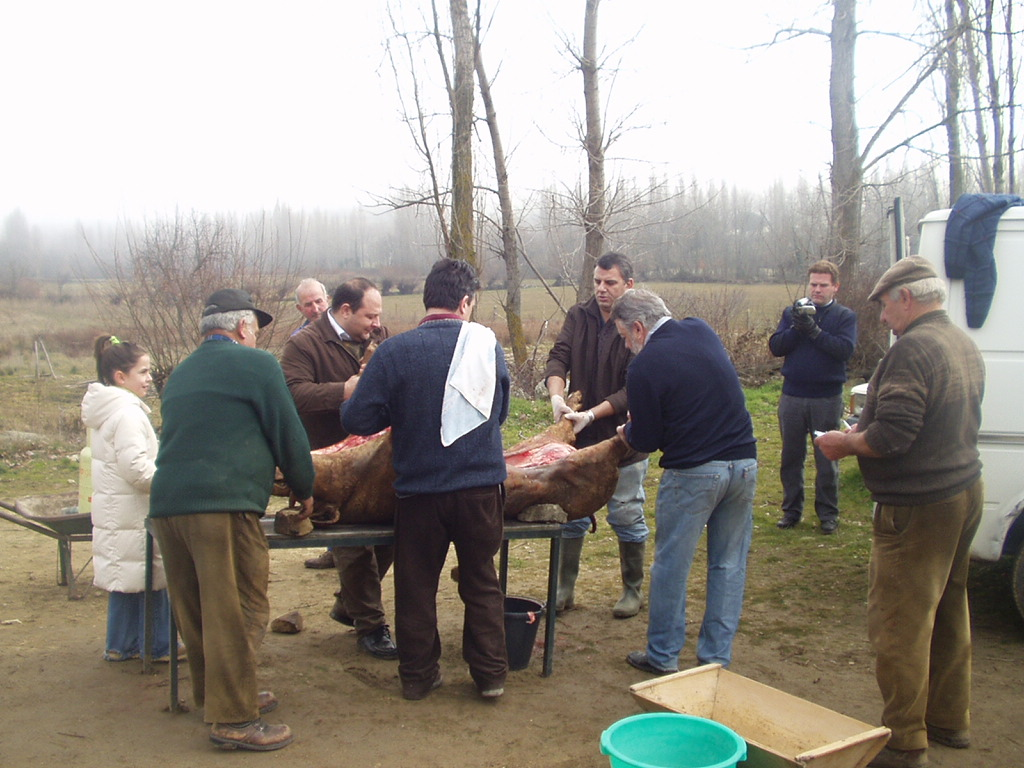
マタンサを行う人々(スペイン。2006年)

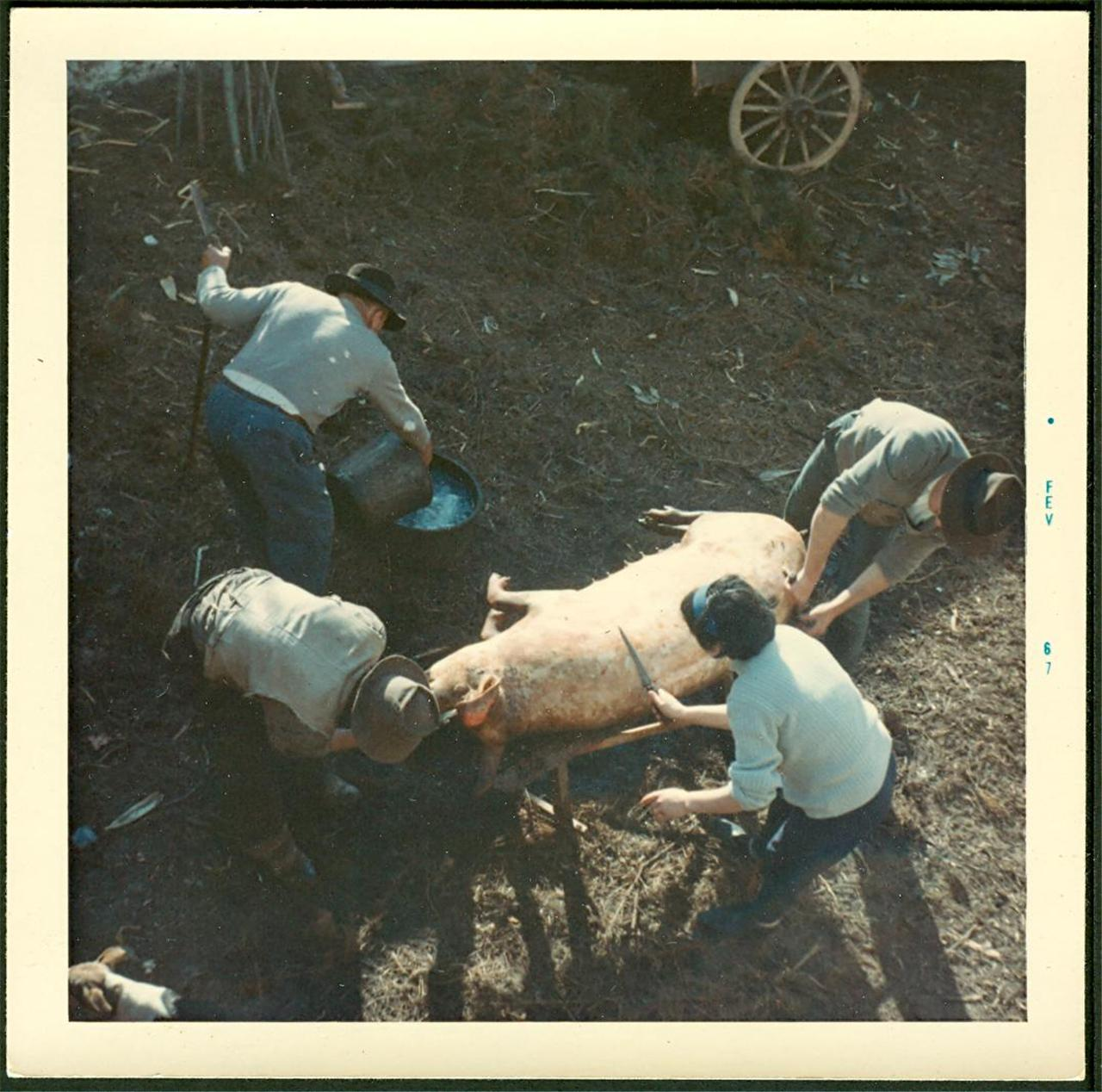
マタンサ。1967年

イスラム教勢力に支配されたイベリア半島ではキリスト教徒による抵抗運動（レコンキスタ）が長年繰り広げられ、その過程で成立したポルトガルとスペインでは反イスラムの意味もあり、豚肉を食べることが普及していった。また、西欧では農作物の作付に適さない冬場の食糧として、ドングリなどが生育する森などでブタを肥育し、冬場に順次つぶして肉にし、農作物の収穫が可能になる春場まで食いつなぐというライフスタイルが普及しており、これらの複合的な要因で生まれた行事が「マタンサ」である。
この「マタンサ」は12月を中心にスペインやポルトガルの主に農村部で行われ、行事の規模に応じて1頭～数頭のブタが伝統的な方法で屠殺され、その後解体し、食肉処理を行って、ハムやソーセージ等の製造に至るものである。村うちで小規模に行われるものもあれば、比較的大きな町の広場に多数の人を集め、鳴り物の演奏が行われたり、伝統舞踊が披露されたりするものなど、形態は様々である。
「マタンサ」の対象となる家畜は、上記の事情もありブタがほとんどであり、スペインやポルトガルで12月の「マタンサ」と言えば「豚肉を作る祭り」と連想されるものであるが、「マタンサ」自体が普通名詞であるので、誤解を防ぐため文章化に当たっては“Matanza del cerdo（ブタのマタンサ）”などと表記することも多い。また、多言語が共存するスペインでは「お国言葉」による表記も一般的で、例えば北西部のガリシア州では地元の言葉で“Matanza do porco”という表現がなされている。
スペイン・ポルトガルの他、ハンガリーなど中欧・東欧地域でも、マタンサに似た行事が行われている。

## 関連事項
- 神豬
- 豚の屠殺
- 豚肉
- 屠殺